# Rothenburg, Silezia Luzaciană
Rothenburg/O.L. este un oraș din landul Saxonia, Germania. În acest nume oficial al orașului, „O.L.” este o prescurtare de la regiunea istorică Oberlausitz, în românește: Silezia Luzațiană.
1. ↑  Alle politisch selbständigen Gemeinden mit ausgewählten Merkmalen am 31.12.2018 (4. Quartal) (în germană), Statistisches Bundesamt[*], arhivat din original la 10 martie 2019, accesat în 10 martie 2019